# RideLondon-Classique 2022
La 8e édition de RideLondon-Classique a lieu du 27 au 29 mai 2022. Elle devient une course par étapes. C'est la treizième épreuve de l'UCI World Tour féminin 2022.
Lorena Wiebes remporte les trois étapes au sprint et s'impose du fait au classement général et au classement par points. Elisa Balsamo et Emma Norsgaard complètent le podium. Anna Henderson  gagne le classement de la meilleure grimpeuse tandis que Julia Borgström est meilleure jeune.

## Équipes
| UCI Women's WorldTeams (11)- Canyon-SRAM Racing - EF Education-TIBCO-SVB - FDJ Nouvelle Aquitaine Futuroscope - Team Jumbo-Visma - Liv Racing Xstra - Movistar Team - Team DSM - Trek-Segafredo - SD Worx - UAE Team ADQ - Uno-X Pro Cycling Team Équipes féminines continentales (9)- Andy Schleck-CP NVST-Immo Losch - Awol O'Shea - AG Insurance NXTG - Ceratizit-WNT Pro Cycling - Coop-Hitec Products - Le col-Wahoo - Rupelcleaning - St Michel-Auber 93 - Valcar-Travel & Service |
| |

## Parcours
Les deux premières étapes sont légèrement vallonnées. La dernière étape est un critérium à Londres.

## Étapes
| Étape     | Date   | Villes étapes       | type            | Distance (km) | Vainqueur d'étape | Leader du classement général |
| --------- | ------ | ------------------- | --------------- | ------------- | ----------------- | ---------------------------- |
| 1re étape | 27 mai | Maldon – Maldon     | étape de plaine | 137,1         | Lorena Wiebes     | Lorena Wiebes                |
| 2e étape  | 28 mai | Chelmsford – Epping | étape de plaine | 141           | Lorena Wiebes     | Lorena Wiebes                |
| 3e étape  | 29 mai | Londres – Londres   | étape de plaine | 85,3          | Lorena Wiebes     | Lorena Wiebes                |

## Favorites
Même si la course passe d'un à trois jours, elle reste axée sur les sprinteuses. Dans ce contexte, Lorena Wiebes et Elisa Balsamo sont les principales favorites.

## Déroulement de la course

### 1reétape
Anna Henderson, locale de l'étape, attaque à quarante-trois kilomètres de l'arrivée, après le sprint intermédiaire. Elle est reprise dans les deux cents derniers mètres de la course. Au sprint, Lorena Wiebes s'impose facilement.
| \| Classement de l'étape \| Classement de l'étape \| Classement de l'étape \| Classement de l'étape \| Classement de l'étape \| \| Coureuse \| Coureuse \| Pays \| Équipe \| Temps \| \| --------------------- \| --------------------- \| --------------------- \| ---------------------------------- \| --------------------- \| \| 1re \| Lorena Wiebes \| Pays-Bas \| Team DSM \| 3 h 30 min 25 s \| \| 2e \| Elisa Balsamo \| Italie \| Trek-Segafredo \| + 0 s \| \| 3e \| Emma Norsgaard \| Danemark \| Movistar Team \| + 0 s \| \| 4e \| Lotte Kopecky \| Belgique \| SD Worx \| + 0 s \| \| 5e \| Vittoria Guazzini \| Italie \| FDJ-Nouvelle Aquitaine-Futuroscope \| + 0 s \| \| 6e \| Silvia Persico \| Italie \| Valcar-Travel & Service \| + 0 s \| \| 7e \| Chiara Consonni \| Italie \| Valcar-Travel & Service \| + 0 s \| \| 8e \| Marta Bastianelli \| Italie \| UAE Team ADQ \| + 4 s \| \| 9e \| Simone Boilard \| Canada \| St Michel-Auber 93 \| + 4 s \| \| 10e \| Letizia Borghesi \| Italie \| EF Education-TIBCO-SVB \| + 4 s \| |                   |          |                                    |                 |
| |                   |          |                                    |                 |
| |                   |          |                                    |                 |
| Classement de l'étape |                   |          |                                    |                 |
| Coureuse | Coureuse          | Pays     | Équipe                             | Temps           |
| 1re | Lorena Wiebes     | Pays-Bas | Team DSM                           | 3 h 30 min 25 s |
| 2e | Elisa Balsamo     | Italie   | Trek-Segafredo                     | + 0 s           |
| 3e | Emma Norsgaard    | Danemark | Movistar Team                      | + 0 s           |
| 4e | Lotte Kopecky     | Belgique | SD Worx                            | + 0 s           |
| 5e | Vittoria Guazzini | Italie   | FDJ-Nouvelle Aquitaine-Futuroscope | + 0 s           |
| 6e | Silvia Persico    | Italie   | Valcar-Travel & Service            | + 0 s           |
| 7e | Chiara Consonni   | Italie   | Valcar-Travel & Service            | + 0 s           |
| 8e | Marta Bastianelli | Italie   | UAE Team ADQ                       | + 4 s           |
| 9e | Simone Boilard    | Canada   | St Michel-Auber 93                 | + 4 s           |
| 10e | Letizia Borghesi  | Italie   | EF Education-TIBCO-SVB             | + 4 s           |

| \| Classement général \| Classement général \| Classement général \| Classement général \| Classement général \| \| Coureuse \| Coureuse \| Pays \| Équipe \| Temps \| \| ------------------ \| ------------------ \| ------------------ \| ---------------------------------- \| ------------------ \| \| 1re \| Lorena Wiebes \| Pays-Bas \| Team DSM \| 3 h 30 min 25 s \| \| 2e \| Elisa Balsamo \| Italie \| Trek-Segafredo \| + 0 s \| \| 3e \| Emma Norsgaard \| Danemark \| Movistar Team \| + 0 s \| \| 4e \| Lotte Kopecky \| Belgique \| SD Worx \| + 0 s \| \| 5e \| Vittoria Guazzini \| Italie \| FDJ-Nouvelle Aquitaine-Futuroscope \| + 0 s \| \| 6e \| Silvia Persico \| Italie \| Valcar-Travel & Service \| + 0 s \| \| 7e \| Chiara Consonni \| Italie \| Valcar-Travel & Service \| + 0 s \| \| 8e \| Marta Bastianelli \| Italie \| UAE Team ADQ \| + 4 s \| \| 9e \| Simone Boilard \| Canada \| St Michel-Auber 93 \| + 4 s \| \| 10e \| Letizia Borghesi \| Italie \| EF Education-TIBCO-SVB \| + 4 s \| |                   |          |                                    |                 |
| |                   |          |                                    |                 |
| |                   |          |                                    |                 |
| Classement général |                   |          |                                    |                 |
| Coureuse | Coureuse          | Pays     | Équipe                             | Temps           |
| 1re | Lorena Wiebes     | Pays-Bas | Team DSM                           | 3 h 30 min 25 s |
| 2e | Elisa Balsamo     | Italie   | Trek-Segafredo                     | + 0 s           |
| 3e | Emma Norsgaard    | Danemark | Movistar Team                      | + 0 s           |
| 4e | Lotte Kopecky     | Belgique | SD Worx                            | + 0 s           |
| 5e | Vittoria Guazzini | Italie   | FDJ-Nouvelle Aquitaine-Futuroscope | + 0 s           |
| 6e | Silvia Persico    | Italie   | Valcar-Travel & Service            | + 0 s           |
| 7e | Chiara Consonni   | Italie   | Valcar-Travel & Service            | + 0 s           |
| 8e | Marta Bastianelli | Italie   | UAE Team ADQ                       | + 4 s           |
| 9e | Simone Boilard    | Canada   | St Michel-Auber 93                 | + 4 s           |
| 10e | Letizia Borghesi  | Italie   | EF Education-TIBCO-SVB             | + 4 s           |

### 2eétape
Veronica Ewers s'échappe en solitaire dans les tout premiers kilomètres. Elle compte jusqu'à quatre minutes d'avance. Elle est reprise à 35 km de l'arrivée. Anna Henderson empoche ensuite les points du classement des monts. L'étape se conclut au sprint. Lorena Wiebes gagne avec plus vélos d'avance.
| \| Classement de l'étape \| Classement de l'étape \| Classement de l'étape \| Classement de l'étape \| Classement de l'étape \| \| Coureuse \| Coureuse \| Pays \| Équipe \| Temps \| \| --------------------- \| --------------------- \| --------------------- \| ---------------------------------- \| --------------------- \| \| 1re \| Lorena Wiebes \| Pays-Bas \| Team DSM \| 3 h 39 min 13 s \| \| 2e \| Marta Bastianelli \| Italie \| UAE Team ADQ \| + 0 s \| \| 3e \| Emma Norsgaard \| Danemark \| Movistar Team \| + 0 s \| \| 4e \| Lotte Kopecky \| Belgique \| SD Worx \| + 0 s \| \| 5e \| Chiara Consonni \| Italie \| Valcar-Travel & Service \| + 0 s \| \| 6e \| Silvia Persico \| Italie \| Valcar-Travel & Service \| + 0 s \| \| 7e \| Vittoria Guazzini \| Italie \| FDJ-Nouvelle Aquitaine-Futuroscope \| + 0 s \| \| 8e \| Jesse Vandenbulcke \| Belgique \| Le Col-Wahoo \| + 0 s \| \| 9e \| Ally Wollaston \| Nouvelle-Zélande \| AG Insurance NXTG \| + 0 s \| \| 10e \| Sarah Roy \| Australie \| Canyon-SRAM Racing \| + 0 s \| |                    |                  |                                    |                 |
| |                    |                  |                                    |                 |
| |                    |                  |                                    |                 |
| Classement de l'étape |                    |                  |                                    |                 |
| Coureuse | Coureuse           | Pays             | Équipe                             | Temps           |
| 1re | Lorena Wiebes      | Pays-Bas         | Team DSM                           | 3 h 39 min 13 s |
| 2e | Marta Bastianelli  | Italie           | UAE Team ADQ                       | + 0 s           |
| 3e | Emma Norsgaard     | Danemark         | Movistar Team                      | + 0 s           |
| 4e | Lotte Kopecky      | Belgique         | SD Worx                            | + 0 s           |
| 5e | Chiara Consonni    | Italie           | Valcar-Travel & Service            | + 0 s           |
| 6e | Silvia Persico     | Italie           | Valcar-Travel & Service            | + 0 s           |
| 7e | Vittoria Guazzini  | Italie           | FDJ-Nouvelle Aquitaine-Futuroscope | + 0 s           |
| 8e | Jesse Vandenbulcke | Belgique         | Le Col-Wahoo                       | + 0 s           |
| 9e | Ally Wollaston     | Nouvelle-Zélande | AG Insurance NXTG                  | + 0 s           |
| 10e | Sarah Roy          | Australie        | Canyon-SRAM Racing                 | + 0 s           |

| \| Classement général \| Classement général \| Classement général \| Classement général \| Classement général \| \| Coureuse \| Coureuse \| Pays \| Équipe \| Temps \| \| ------------------ \| ------------------ \| ------------------ \| ---------------------------------- \| ------------------ \| \| 1re \| Lorena Wiebes \| Pays-Bas \| Team DSM \| 3 h 39 min 13 s \| \| 2e \| Elisa Balsamo \| Italie \| Trek-Segafredo \| + 0 s \| \| 3e \| Emma Norsgaard \| Danemark \| Movistar Team \| + 0 s \| \| 4e \| Lotte Kopecky \| Belgique \| SD Worx \| + 0 s \| \| 5e \| Marta Bastianelli \| Italie \| UAE Team ADQ \| + 0 s \| \| 6e \| Chiara Consonni \| Italie \| Valcar-Travel & Service \| + 0 s \| \| 7e \| Silvia Persico \| Italie \| Valcar-Travel & Service \| + 0 s \| \| 8e \| Vittoria Guazzini \| Italie \| FDJ-Nouvelle Aquitaine-Futuroscope \| + 0 s \| \| 9e \| Jesse Vandenbulcke \| Belgique \| Le Col-Wahoo \| + 0 s \| \| 10e \| Simone Boilard \| Canada \| St Michel-Auber 93 \| + 0 s \| |                    |          |                                    |                 |
| |                    |          |                                    |                 |
| |                    |          |                                    |                 |
| Classement général |                    |          |                                    |                 |
| Coureuse | Coureuse           | Pays     | Équipe                             | Temps           |
| 1re | Lorena Wiebes      | Pays-Bas | Team DSM                           | 3 h 39 min 13 s |
| 2e | Elisa Balsamo      | Italie   | Trek-Segafredo                     | + 0 s           |
| 3e | Emma Norsgaard     | Danemark | Movistar Team                      | + 0 s           |
| 4e | Lotte Kopecky      | Belgique | SD Worx                            | + 0 s           |
| 5e | Marta Bastianelli  | Italie   | UAE Team ADQ                       | + 0 s           |
| 6e | Chiara Consonni    | Italie   | Valcar-Travel & Service            | + 0 s           |
| 7e | Silvia Persico     | Italie   | Valcar-Travel & Service            | + 0 s           |
| 8e | Vittoria Guazzini  | Italie   | FDJ-Nouvelle Aquitaine-Futuroscope | + 0 s           |
| 9e | Jesse Vandenbulcke | Belgique | Le Col-Wahoo                       | + 0 s           |
| 10e | Simone Boilard     | Canada   | St Michel-Auber 93                 | + 0 s           |

### 3eétape
Sur ce critérium, les attaques se multiplient. FDJ Nouvelle-Aquitaine Futuroscope et AG Insurance-NXTG sont les équipes les plus actives. Le premier groupe est constitué de : Julia Borgström, Amber Kraak et Anastasia Carbonari. Elles sont reprises. Dans l'avant-dernier tour, Ally Wollaston et Kristabel Doebel-Hickok passent à l'offensive. Cette dernière finit par être distancée, tandis que Wollaston est reprise à huit kilomètres de la ligne. Un nouveau sprint a lieu avec une nouvelle victoire de Lorena Wiebes qui remporte logiquement le classement général.
| \| Classement de l'étape \| Classement de l'étape \| Classement de l'étape \| Classement de l'étape \| Classement de l'étape \| \| Coureuse \| Coureuse \| Pays \| Équipe \| Temps \| \| --------------------- \| --------------------- \| --------------------- \| ----------------------- \| --------------------- \| \| 1re \| Lorena Wiebes \| Pays-Bas \| Team DSM \| 2 h 01 min 01 s \| \| 2e \| Elisa Balsamo \| Italie \| Trek-Segafredo \| + 0 s \| \| 3e \| Lotte Kopecky \| Belgique \| SD Worx \| + 0 s \| \| 4e \| Chiara Consonni \| Italie \| Valcar-Travel & Service \| + 0 s \| \| 5e \| Rachele Barbieri \| Italie \| Liv Racing Xstra \| + 0 s \| \| 6e \| Emma Norsgaard \| Danemark \| Movistar Team \| + 0 s \| \| 7e \| Shari Bossuyt \| Belgique \| Canyon-SRAM Racing \| + 0 s \| \| 8e \| Coryn Labecki \| États-Unis \| Team Jumbo-Visma \| + 0 s \| \| 9e \| Maike van der Duin \| Pays-Bas \| Le Col-Wahoo \| + 0 s \| \| 10e \| Jesse Vandenbulcke \| Belgique \| Le Col-Wahoo \| + 0 s \| |                    |            |                         |                 |
| |                    |            |                         |                 |
| |                    |            |                         |                 |
| Classement de l'étape |                    |            |                         |                 |
| Coureuse | Coureuse           | Pays       | Équipe                  | Temps           |
| 1re | Lorena Wiebes      | Pays-Bas   | Team DSM                | 2 h 01 min 01 s |
| 2e | Elisa Balsamo      | Italie     | Trek-Segafredo          | + 0 s           |
| 3e | Lotte Kopecky      | Belgique   | SD Worx                 | + 0 s           |
| 4e | Chiara Consonni    | Italie     | Valcar-Travel & Service | + 0 s           |
| 5e | Rachele Barbieri   | Italie     | Liv Racing Xstra        | + 0 s           |
| 6e | Emma Norsgaard     | Danemark   | Movistar Team           | + 0 s           |
| 7e | Shari Bossuyt      | Belgique   | Canyon-SRAM Racing      | + 0 s           |
| 8e | Coryn Labecki      | États-Unis | Team Jumbo-Visma        | + 0 s           |
| 9e | Maike van der Duin | Pays-Bas   | Le Col-Wahoo            | + 0 s           |
| 10e | Jesse Vandenbulcke | Belgique   | Le Col-Wahoo            | + 0 s           |

## Classements finals

### Classement général final
| \| Classement général \| Classement général \| Classement général \| Classement général \| Classement général \| \| Coureuse \| Coureuse \| Pays \| Équipe \| Temps \| \| ------------------ \| ------------------ \| ------------------ \| ----------------------- \| ------------------ \| \| 1re \| Lorena Wiebes \| Pays-Bas \| Team DSM \| 9 h 10 min 02 s \| \| 2e \| Elisa Balsamo \| Italie \| Trek-Segafredo \| + 19 s \| \| 3e \| Emma Norsgaard \| Danemark \| Movistar Team \| + 28 s \| \| 4e \| Lotte Kopecky \| Belgique \| SD Worx \| + 31 s \| \| 5e \| Chiara Consonni \| Italie \| Valcar-Travel & Service \| + 34 s \| \| 6e \| Marta Bastianelli \| Italie \| UAE Team ADQ \| + 35 s \| \| 7e \| Silvia Persico \| Italie \| Valcar-Travel & Service \| + 37 s \| \| 8e \| Julia Borgström \| Suède \| AG Insurance NXTG \| + 39 s \| \| 9e \| Jesse Vandenbulcke \| Belgique \| Le Col-Wahoo \| + 41 s \| \| 10e \| Simone Boilard \| Canada \| St Michel-Auber 93 \| + 41 s \| |                    |          |                         |                 |
| |                    |          |                         |                 |
| Source : ProCyclingStats |                    |          |                         |                 |
| Classement général |                    |          |                         |                 |
| Coureuse | Coureuse           | Pays     | Équipe                  | Temps           |
| 1re | Lorena Wiebes      | Pays-Bas | Team DSM                | 9 h 10 min 02 s |
| 2e | Elisa Balsamo      | Italie   | Trek-Segafredo          | + 19 s          |
| 3e | Emma Norsgaard     | Danemark | Movistar Team           | + 28 s          |
| 4e | Lotte Kopecky      | Belgique | SD Worx                 | + 31 s          |
| 5e | Chiara Consonni    | Italie   | Valcar-Travel & Service | + 34 s          |
| 6e | Marta Bastianelli  | Italie   | UAE Team ADQ            | + 35 s          |
| 7e | Silvia Persico     | Italie   | Valcar-Travel & Service | + 37 s          |
| 8e | Julia Borgström    | Suède    | AG Insurance NXTG       | + 39 s          |
| 9e | Jesse Vandenbulcke | Belgique | Le Col-Wahoo            | + 41 s          |
| 10e | Simone Boilard     | Canada   | St Michel-Auber 93      | + 41 s          |

#### Points attribués
| Position                  | 1er | 2e  | 3e  | 4e  | 5e  | 6e  | 7e  | 8e  | 9e | 10e | 11e | 12e | 13e | 14e | 15e | 16e à 20e | 21e à 30e | 31e à 40e |  |  |
| Classement général        | 400 | 320 | 260 | 220 | 180 | 140 | 120 | 100 | 80 | 68  | 56  | 48  | 40  | 32  | 28  | 24        | 16        | 8         |  |  |
| Étapes et demi-étapes     | 50  | 40  | 30  | 25  | 20  | 18  | 15  | 10  | 8  | 6   |     |     |     |     |     |           |           |           |  |  |
| Port du maillot de leader | 8   |     |     |     |     |     |     |     |    |     |     |     |     |     |     |           |           |           |  |  |

### Classements annexes
| Classement par points | Classement par points | Classement par points | Classement par points   | Classement par points |
| Coureuse              | Coureuse              | Pays                  | Équipe                  | Points                |
| --------------------- | --------------------- | --------------------- | ----------------------- | --------------------- |
| 1re                   | Lorena Wiebes         | Pays-Bas              | Team DSM                | 37 pts                |
| 2e                    | Elisa Balsamo         | Italie                | Trek-Segafredo          | 18 pts                |
| 3e                    | Lotte Kopecky         | Belgique              | SD Worx                 | 10 pts                |
| 4e                    | Emma Norsgaard        | Danemark              | Movistar Team           | 9 pts                 |
| 5e                    | Veronica Ewers        | États-Unis            | EF Education-TIBCO-SVB  | 6 pts                 |
| 6e                    | Chiara Consonni       | Italie                | Valcar-Travel & Service | 6 pts                 |
| 7e                    | Marta Bastianelli     | Italie                | UAE Team ADQ            | 6 pts                 |
| 8e                    | Anna Henderson        | Royaume-Uni           | Team Jumbo-Visma        | 3 pts                 |
| 9e                    | Anastasia Carbonari   | Lettonie              | Valcar-Travel & Service | 3 pts                 |
| 10e                   | Julia Borgström       | Suède                 | AG Insurance NXTG       | 2 pts                 |

| Classement par points | Classement par points | Classement par points | Classement par points   | Classement par points |
| Coureuse              | Coureuse              | Pays                  | Équipe                  | Points                |
| --------------------- | --------------------- | --------------------- | ----------------------- | --------------------- |
| 1re                   | Lorena Wiebes         | Pays-Bas              | Team DSM                | 37 pts                |
| 2e                    | Elisa Balsamo         | Italie                | Trek-Segafredo          | 18 pts                |
| 3e                    | Lotte Kopecky         | Belgique              | SD Worx                 | 10 pts                |
| 4e                    | Emma Norsgaard        | Danemark              | Movistar Team           | 9 pts                 |
| 5e                    | Veronica Ewers        | États-Unis            | EF Education-TIBCO-SVB  | 6 pts                 |
| 6e                    | Chiara Consonni       | Italie                | Valcar-Travel & Service | 6 pts                 |
| 7e                    | Marta Bastianelli     | Italie                | UAE Team ADQ            | 6 pts                 |
| 8e                    | Anna Henderson        | Royaume-Uni           | Team Jumbo-Visma        | 3 pts                 |
| 9e                    | Anastasia Carbonari   | Lettonie              | Valcar-Travel & Service | 3 pts                 |
| 10e                   | Julia Borgström       | Suède                 | AG Insurance NXTG       | 2 pts                 |

| Classement de la montagne | Classement de la montagne | Classement de la montagne | Classement de la montagne | Classement de la montagne |
| Coureuse                  | Coureuse                  | Pays                      | Équipe                    | Points                    |
| ------------------------- | ------------------------- | ------------------------- | ------------------------- | ------------------------- |
| 1re                       | Anna Henderson            | Royaume-Uni               | Team Jumbo-Visma          | 21 pts                    |
| 2e                        | Quinty Ton                | Pays-Bas                  | Liv Racing Xstra          | 7 pts                     |
| 3e                        | Silvia Persico            | Italie                    | Valcar-Travel & Service   | 5 pts                     |
| 4e                        | Veronica Ewers            | États-Unis                | EF Education-TIBCO-SVB    | 5 pts                     |
| 5e                        | Julia Borgström           | Suède                     | AG Insurance NXTG         | 5 pts                     |
| 6e                        | Mie Bjørndal Ottestad     | Norvège                   | Uno-X Pro Cycling Team    | 4 pts                     |
| 7e                        | Katarzyna Niewiadoma      | Pologne                   | Canyon-SRAM Racing        | 2 pts                     |
| 8e                        | Coryn Labecki             | États-Unis                | Team Jumbo-Visma          | 1 pt                      |
| 9e                        | Eleonora Gasparrini       | Italie                    | Valcar-Travel & Service   | 1 pt                      |
| 10e                       | Christine Majerus         | Luxembourg                | SD Worx                   | 1 pt                      |

| Classement de la montagne | Classement de la montagne | Classement de la montagne | Classement de la montagne | Classement de la montagne |
| Coureuse                  | Coureuse                  | Pays                      | Équipe                    | Points                    |
| ------------------------- | ------------------------- | ------------------------- | ------------------------- | ------------------------- |
| 1re                       | Anna Henderson            | Royaume-Uni               | Team Jumbo-Visma          | 21 pts                    |
| 2e                        | Quinty Ton                | Pays-Bas                  | Liv Racing Xstra          | 7 pts                     |
| 3e                        | Silvia Persico            | Italie                    | Valcar-Travel & Service   | 5 pts                     |
| 4e                        | Veronica Ewers            | États-Unis                | EF Education-TIBCO-SVB    | 5 pts                     |
| 5e                        | Julia Borgström           | Suède                     | AG Insurance NXTG         | 5 pts                     |
| 6e                        | Mie Bjørndal Ottestad     | Norvège                   | Uno-X Pro Cycling Team    | 4 pts                     |
| 7e                        | Katarzyna Niewiadoma      | Pologne                   | Canyon-SRAM Racing        | 2 pts                     |
| 8e                        | Coryn Labecki             | États-Unis                | Team Jumbo-Visma          | 1 pt                      |
| 9e                        | Eleonora Gasparrini       | Italie                    | Valcar-Travel & Service   | 1 pt                      |
| 10e                       | Christine Majerus         | Luxembourg                | SD Worx                   | 1 pt                      |

| Classement du meilleur jeune | Classement du meilleur jeune | Classement du meilleur jeune | Classement du meilleur jeune | Classement du meilleur jeune |
| Coureuse                     | Coureuse                     | Pays                         | Équipe                       | Temps                        |
| ---------------------------- | ---------------------------- | ---------------------------- | ---------------------------- | ---------------------------- |
| 1re                          | Julia Borgström              | Suède                        | AG Insurance NXTG            | 9 h 10 min 41 s              |
| 2e                           | Simone Boilard               | Canada                       | St Michel-Auber 93           | + 2 s                        |
| 3e                           | Josie Nelson                 | Royaume-Uni                  | Coop-Hitec Products          | + 13 s                       |

| Classement du meilleur jeune | Classement du meilleur jeune | Classement du meilleur jeune | Classement du meilleur jeune | Classement du meilleur jeune |
| Coureuse                     | Coureuse                     | Pays                         | Équipe                       | Temps                        |
| ---------------------------- | ---------------------------- | ---------------------------- | ---------------------------- | ---------------------------- |
| 1re                          | Julia Borgström              | Suède                        | AG Insurance NXTG            | 9 h 10 min 41 s              |
| 2e                           | Simone Boilard               | Canada                       | St Michel-Auber 93           | + 2 s                        |
| 3e                           | Josie Nelson                 | Royaume-Uni                  | Coop-Hitec Products          | + 13 s                       |

| Classement par équipes | Classement par équipes  | Classement par équipes | Classement par équipes |
| Équipe                 | Équipe                  | Pays                   | Temps                  |
| ---------------------- | ----------------------- | ---------------------- | ---------------------- |
| 1re                    | Valcar-Travel & Service | Italie                 | 27 h 32 min 12 s       |
| 2e                     | SD Worx                 | Pays-Bas               | + 9 s                  |
| 3e                     | Liv Racing Xstra        | Pays-Bas               | + 11 s                 |

| Classement par équipes | Classement par équipes  | Classement par équipes | Classement par équipes |
| Équipe                 | Équipe                  | Pays                   | Temps                  |
| ---------------------- | ----------------------- | ---------------------- | ---------------------- |
| 1re                    | Valcar-Travel & Service | Italie                 | 27 h 32 min 12 s       |
| 2e                     | SD Worx                 | Pays-Bas               | + 9 s                  |
| 3e                     | Liv Racing Xstra        | Pays-Bas               | + 11 s                 |

## Évolution des classements
| Étape              |                    | Vainqueur _   | Classement général | Classement par points _ | Meilleure grimpeuse | Meilleure jeune   |
| ------------------ | ------------------ | ------------- | ------------------ | ----------------------- | ------------------- | ----------------- |
| 1re étape          | étape de plaine    | Lorena Wiebes | Lorena Wiebes      | Lorena Wiebes           | Anna Henderson      | Vittoria Guazzini |
| 2e étape           | étape de plaine    | Lorena Wiebes | Lorena Wiebes      | Lorena Wiebes           | Anna Henderson      | Vittoria Guazzini |
| 3e étape           | étape de plaine    | Lorena Wiebes | Lorena Wiebes      | Lorena Wiebes           | Anna Henderson      | Julia Borgström   |
| Classements finals | Classements finals |               | Lorena Wiebes      | Lorena Wiebes           | Anna Henderson      | Julia Borgström   |

## Liste des participantes
| Légende | Légende                                                                    | Légende | Légende                                                    |
| ------- | -------------------------------------------------------------------------- | ------- | ---------------------------------------------------------- |
| Num     | Dossard de départ porté par le coureur sur cette RideLondon-Classique      | Pos     | Position à l'arrivée de la course                          |
|         | Indique un maillot de champion national ou mondial, suivi de sa spécialité | NP      | Indique un coureur qui n'a pas pris le départ de la course |
| AB      | Indique un coureur qui n'a pas terminé la course                           | HD      | Indique un coureur qui a terminé la course hors des délais |

| Team DSM DSM | Team DSM DSM                  | Team DSM DSM |
| ------------ | ----------------------------- | ------------ |
| Num          | Coureuse                      | Pos          |
| 1            | Lorena Wiebes (NED)           | 1re          |
| 2            | Megan Jastrab (USA)           | 70e          |
| 3            | Leah Kirchmann (CAN)          | 66e          |
| 4            | Franziska Koch (GER)          | 67e          |
| 5            | Charlotte Kool (NED)          | 38e          |
| 6            | Pfeiffer Georgi (GBR) (route) | 51e          |

| Trek-Segafredo TFS | Trek-Segafredo TFS              | Trek-Segafredo TFS |
| ------------------ | ------------------------------- | ------------------ |
| Num                | Coureuse                        | Pos                |
| 11                 | Elynor Bäckstedt (GBR)          | 74e                |
| 12                 | Elisa Balsamo (ITA) (route)     | 2e                 |
| 13                 | Amalie Dideriksen (DEN) (route) | 57e                |
| 14                 | Lauretta Hanson (AUS)           | 54e                |
| 15                 | Chloe Hosking (AUS)             | 42e                |
| 16                 | Audrey Cordon-Ragot (FRA)       | 32e                |

| Canyon-SRAM Racing CSR | Canyon-SRAM Racing CSR     | Canyon-SRAM Racing CSR |
| ---------------------- | -------------------------- | ---------------------- |
| Num                    | Coureuse                   | Pos                    |
| 21                     | Alice Barnes (GBR)         | 62e                    |
| 22                     | Shari Bossuyt (BEL)        | 37e                    |
| 23                     | Neve Bradbury (AUS)        | 81e                    |
| 24                     | Sarah Roy (AUS)            | 45e                    |
| 25                     | Lisa Klein (GER)           | 56e                    |
| 26                     | Katarzyna Niewiadoma (POL) | 19e                    |

| EF Education-TIBCO-SVB TIB | EF Education-TIBCO-SVB TIB    | EF Education-TIBCO-SVB TIB |
| -------------------------- | ----------------------------- | -------------------------- |
| Num                        | Coureuse                      | Pos                        |
| 31                         | Kristabel Doebel-Hickok (USA) | 20e                        |
| 32                         | Letizia Borghesi (ITA)        | 11e                        |
| 33                         | Veronica Ewers (USA)          | 86e                        |
| 35                         | Omer Shapira (ISR) (route)    | 72e                        |
| 36                         | Tanja Erath (GER)             | 94e                        |

| FDJ-Nouvelle Aquitaine-Futuroscope FSF | FDJ-Nouvelle Aquitaine-Futuroscope FSF | FDJ-Nouvelle Aquitaine-Futuroscope FSF |
| -------------------------------------- | -------------------------------------- | -------------------------------------- |
| Num                                    | Coureuse                               | Pos                                    |
| 41                                     | Brodie Chapman (AUS)                   | 46e                                    |
| 42                                     | Clara Copponi (FRA)                    | 65e                                    |
| 43                                     | Emilia Fahlin (SWE)                    | 60e                                    |
| 44                                     | Maëlle Grossetête (FRA)                | 24e                                    |
| 45                                     | Vittoria Guazzini (ITA)                | AB-3                                   |
| 46                                     | Jade Wiel (FRA)                        | 29e                                    |

| Liv Racing Xstra LIV | Liv Racing Xstra LIV         | Liv Racing Xstra LIV |
| -------------------- | ---------------------------- | -------------------- |
| Num                  | Coureuse                     | Pos                  |
| 51                   | Rachele Barbieri (ITA)       | 13e                  |
| 53                   | Alison Jackson (CAN) (route) | 12e                  |
| 54                   | Amber van der Hulst (NED)    | 85e                  |
| 55                   | Jeanne Korevaar (NED)        | 28e                  |
| 56                   | Quinty Ton (NED)             | 18e                  |

| Movistar Team MOV | Movistar Team MOV       | Movistar Team MOV |
| ----------------- | ----------------------- | ----------------- |
| Num               | Coureuse                | Pos               |
| 61                | Aude Biannic (FRA)      | AB-1              |
| 63                | Alicia González (ESP)   | 55e               |
| 64                | Barbara Guarischi (ITA) | 63e               |
| 65                | Emma Norsgaard (DEN)    | 3e                |
| 66                | Sheyla Gutiérrez (ESP)  | 68e               |

| Team Jumbo-Visma TJV | Team Jumbo-Visma TJV   | Team Jumbo-Visma TJV |
| -------------------- | ---------------------- | -------------------- |
| Num                  | Coureuse               | Pos                  |
| 71                   | Coryn Labecki (USA)    | 14e                  |
| 72                   | Teuntje Beekhuis (NED) | 78e                  |
| 73                   | Anna Henderson (GBR)   | 21e                  |
| 74                   | Amber Kraak (NED)      | 22e                  |
| 75                   | Aafke Soet (NED)       | AB-3                 |
| 76                   | Noemi Rüegg (SUI)      | 47e                  |

| SD Worx SDW | SD Worx SDW                       | SD Worx SDW |
| ----------- | --------------------------------- | ----------- |
| Num         | Coureuse                          | Pos         |
| 81          | Chantal van den Broek-Blaak (NED) | 43e         |
| 82          | Christine Majerus (LUX) (route)   | 31e         |
| 83          | Elena Cecchini (ITA)              | 49e         |
| 84          | Lonneke Uneken (NED)              | 59e         |
| 85          | Marlen Reusser (SUI) (route)      | 16e         |
| 86          | Lotte Kopecky (BEL) (route)       | 4e          |

| UAE Team ADQ UAD | UAE Team ADQ UAD        | UAE Team ADQ UAD |
| ---------------- | ----------------------- | ---------------- |
| Num              | Coureuse                | Pos              |
| 91               | Marta Bastianelli (ITA) | 6e               |
| 92               | Sofia Bertizzolo (ITA)  | 36e              |
| 93               | Maaike Boogaard (NED)   | 44e              |
| 94               | Linda Zanetti (SUI)     | 53e              |
| 95               | Sophie Wright (GBR)     | 82e              |
| 96               | Anna Trevisi (ITA)      | AB-3             |

| Uno-X Pro Cycling Team UXT | Uno-X Pro Cycling Team UXT  | Uno-X Pro Cycling Team UXT |
| -------------------------- | --------------------------- | -------------------------- |
| Num                        | Coureuse                    | Pos                        |
| 101                        | Anniina Ahtosalo (FIN)      | 64e                        |
| 102                        | Susanne Andersen (NOR)      | 58e                        |
| 103                        | Hannah Barnes (GBR)         | AB-3                       |
| 104                        | Rebecca Koerner (DEN)       | AB-1                       |
| 105                        | Amalie Lutro (NOR)          | 52e                        |
| 106                        | Mie Bjørndal Ottestad (NOR) | 39e                        |

| Andy Schleck-CP NVST-Immo Losch ASC | Andy Schleck-CP NVST-Immo Losch ASC | Andy Schleck-CP NVST-Immo Losch ASC |
| ----------------------------------- | ----------------------------------- | ----------------------------------- |
| Num                                 | Coureuse                            | Pos                                 |
| 111                                 | Michelle Andres (SUI)               | AB-3                                |
| 112                                 | Fabienne Buri (SUI)                 | 77e                                 |
| 113                                 | Georgia Danford (AUS)               | AB-1                                |
| 114                                 | Kerry Jonker (RSA)                  | AB-3                                |
| 115                                 | Léna Mettraux (SUI)                 | AB-2                                |
| 116                                 | Zsófia Szabó (HUN)                  | 90e                                 |

| Awol O'Shea AWO | Awol O'Shea AWO                | Awol O'Shea AWO |
| --------------- | ------------------------------ | --------------- |
| Num             | Coureuse                       | Pos             |
| 121             | Emily Meakin (GBR)             | 84e             |
| 122             | Francesca Morgans-Slader (GBR) | AB-2            |
| 123             | Maddie Wadsworth (GBR)         | AB-1            |
| 124             | Connie Hayes (GBR)             | AB-3            |
| 125             | Georgia Bullard (GBR)          | AB-3            |
| 126             | Phoebe Martin (GBR)            | AB-3            |

| Ceratizit-WNT Pro Cycling WNT | Ceratizit-WNT Pro Cycling WNT       | Ceratizit-WNT Pro Cycling WNT |
| ----------------------------- | ----------------------------------- | ----------------------------- |
| Num                           | Coureuse                            | Pos                           |
| 132                           | Sandra Alonso (ESP)                 | 34e                           |
| 133                           | Lana Eberle (GER)                   | 87e                           |
| 134                           | Martina Fidanza (ITA)               | 89e                           |
| 135                           | Lara Vieceli (ITA)                  | 17e                           |
| 136                           | Kathrin Schweinberger (AUT) (route) | 83e                           |

| IBCT IBC | IBCT IBC                       | IBCT IBC |
| -------- | ------------------------------ | -------- |
| Num      | Coureuse                       | Pos      |
| 141      | Antonia Gröndahl (FIN) (route) | 61e      |
| 142      | Alice Sharpe (IRL)             | 15e      |
| 143      | Megan Armitage (IRL)           | AB-3     |
| 144      | Mia Griffin (IRL)              | AB-3     |
| 145      | Sara Van de Vel (BEL)          | 71e      |
| 146      | Georgia Whitehouse (AUS)       | 91e      |

| Le Col-Wahoo DRP | Le Col-Wahoo DRP              | Le Col-Wahoo DRP |
| ---------------- | ----------------------------- | ---------------- |
| Num              | Coureuse                      | Pos              |
| 153              | April Tacey (GBR)             | 88e              |
| 154              | Marjolein van 't Geloof (NED) | 75e              |
| 155              | Maike van der Duin (NED)      | 73e              |
| 156              | Jesse Vandenbulcke (BEL)      | 9e               |

| AG Insurance NXTG AGI | AG Insurance NXTG AGI | AG Insurance NXTG AGI |
| --------------------- | --------------------- | --------------------- |
| Num                   | Coureuse              | Pos                   |
| 161                   | Ilse Pluimers (NED)   | 25e                   |
| 162                   | Maud Rijnbeek (NED)   | 27e                   |
| 163                   | Mylène de Zoete (NED) | 76e                   |
| 164                   | Julia Borgström (SWE) | 8e                    |
| 165                   | Ally Wollaston (NZL)  | 41e                   |
| 166                   | Gaia Masetti (ITA)    | 40e                   |

| St Michel-Auber 93 AUB | St Michel-Auber 93 AUB | St Michel-Auber 93 AUB |
| ---------------------- | ---------------------- | ---------------------- |
| Num                    | Coureuse               | Pos                    |
| 171                    | Perrine Clauzel (FRA)  | 79e                    |
| 172                    | Coralie Demay (FRA)    | 33e                    |
| 173                    | Barbara Fonseca (FRA)  | 50e                    |
| 174                    | Margot Pompanon (FRA)  | 80e                    |
| 175                    | Simone Boilard (CAN)   | 10e                    |
| 176                    | Élodie Le Bail (FRA)   | AB-1                   |

| Coop-Hitec Products HPU | Coop-Hitec Products HPU        | Coop-Hitec Products HPU |
| ----------------------- | ------------------------------ | ----------------------- |
| Num                     | Coureuse                       | Pos                     |
| 181                     | Jessica Roberts (GBR)          | 69e                     |
| 182                     | Josie Nelson (GBR)             | 23e                     |
| 183                     | Pernille Larsen Feldmann (NOR) | 93e                     |
| 184                     | Sylvie Swinkels (NED)          | AB-3                    |
| 185                     | Nicole Steigenga (NED)         | AB-1                    |
| 186                     | Nora Tveit (NOR)               | 92e                     |

| Valcar-Travel & Service VAL | Valcar-Travel & Service VAL | Valcar-Travel & Service VAL |
| --------------------------- | --------------------------- | --------------------------- |
| Num                         | Coureuse                    | Pos                         |
| 191                         | Chiara Consonni (ITA)       | 5e                          |
| 192                         | Silvia Persico (ITA)        | 7e                          |
| 193                         | Eleonora Gasparrini (ITA)   | 26e                         |
| 194                         | Ilaria Sanguineti (ITA)     | 48e                         |
| 195                         | Karolina Kumięga (POL)      | 30e                         |
| 196                         | Anastasia Carbonari (LAT)   | 35e                         |

| Team DSM DSM | Team DSM DSM                  | Team DSM DSM |
| ------------ | ----------------------------- | ------------ |
| Num          | Coureuse                      | Pos          |
| 1            | Lorena Wiebes (NED)           | 1re          |
| 2            | Megan Jastrab (USA)           | 70e          |
| 3            | Leah Kirchmann (CAN)          | 66e          |
| 4            | Franziska Koch (GER)          | 67e          |
| 5            | Charlotte Kool (NED)          | 38e          |
| 6            | Pfeiffer Georgi (GBR) (route) | 51e          |

| Trek-Segafredo TFS | Trek-Segafredo TFS              | Trek-Segafredo TFS |
| ------------------ | ------------------------------- | ------------------ |
| Num                | Coureuse                        | Pos                |
| 11                 | Elynor Bäckstedt (GBR)          | 74e                |
| 12                 | Elisa Balsamo (ITA) (route)     | 2e                 |
| 13                 | Amalie Dideriksen (DEN) (route) | 57e                |
| 14                 | Lauretta Hanson (AUS)           | 54e                |
| 15                 | Chloe Hosking (AUS)             | 42e                |
| 16                 | Audrey Cordon-Ragot (FRA)       | 32e                |

| Canyon-SRAM Racing CSR | Canyon-SRAM Racing CSR     | Canyon-SRAM Racing CSR |
| ---------------------- | -------------------------- | ---------------------- |
| Num                    | Coureuse                   | Pos                    |
| 21                     | Alice Barnes (GBR)         | 62e                    |
| 22                     | Shari Bossuyt (BEL)        | 37e                    |
| 23                     | Neve Bradbury (AUS)        | 81e                    |
| 24                     | Sarah Roy (AUS)            | 45e                    |
| 25                     | Lisa Klein (GER)           | 56e                    |
| 26                     | Katarzyna Niewiadoma (POL) | 19e                    |

| EF Education-TIBCO-SVB TIB | EF Education-TIBCO-SVB TIB    | EF Education-TIBCO-SVB TIB |
| -------------------------- | ----------------------------- | -------------------------- |
| Num                        | Coureuse                      | Pos                        |
| 31                         | Kristabel Doebel-Hickok (USA) | 20e                        |
| 32                         | Letizia Borghesi (ITA)        | 11e                        |
| 33                         | Veronica Ewers (USA)          | 86e                        |
| 35                         | Omer Shapira (ISR) (route)    | 72e                        |
| 36                         | Tanja Erath (GER)             | 94e                        |

| FDJ-Nouvelle Aquitaine-Futuroscope FSF | FDJ-Nouvelle Aquitaine-Futuroscope FSF | FDJ-Nouvelle Aquitaine-Futuroscope FSF |
| -------------------------------------- | -------------------------------------- | -------------------------------------- |
| Num                                    | Coureuse                               | Pos                                    |
| 41                                     | Brodie Chapman (AUS)                   | 46e                                    |
| 42                                     | Clara Copponi (FRA)                    | 65e                                    |
| 43                                     | Emilia Fahlin (SWE)                    | 60e                                    |
| 44                                     | Maëlle Grossetête (FRA)                | 24e                                    |
| 45                                     | Vittoria Guazzini (ITA)                | AB-3                                   |
| 46                                     | Jade Wiel (FRA)                        | 29e                                    |

| Liv Racing Xstra LIV | Liv Racing Xstra LIV         | Liv Racing Xstra LIV |
| -------------------- | ---------------------------- | -------------------- |
| Num                  | Coureuse                     | Pos                  |
| 51                   | Rachele Barbieri (ITA)       | 13e                  |
| 53                   | Alison Jackson (CAN) (route) | 12e                  |
| 54                   | Amber van der Hulst (NED)    | 85e                  |
| 55                   | Jeanne Korevaar (NED)        | 28e                  |
| 56                   | Quinty Ton (NED)             | 18e                  |

| Movistar Team MOV | Movistar Team MOV       | Movistar Team MOV |
| ----------------- | ----------------------- | ----------------- |
| Num               | Coureuse                | Pos               |
| 61                | Aude Biannic (FRA)      | AB-1              |
| 63                | Alicia González (ESP)   | 55e               |
| 64                | Barbara Guarischi (ITA) | 63e               |
| 65                | Emma Norsgaard (DEN)    | 3e                |
| 66                | Sheyla Gutiérrez (ESP)  | 68e               |

| Team Jumbo-Visma TJV | Team Jumbo-Visma TJV   | Team Jumbo-Visma TJV |
| -------------------- | ---------------------- | -------------------- |
| Num                  | Coureuse               | Pos                  |
| 71                   | Coryn Labecki (USA)    | 14e                  |
| 72                   | Teuntje Beekhuis (NED) | 78e                  |
| 73                   | Anna Henderson (GBR)   | 21e                  |
| 74                   | Amber Kraak (NED)      | 22e                  |
| 75                   | Aafke Soet (NED)       | AB-3                 |
| 76                   | Noemi Rüegg (SUI)      | 47e                  |

| SD Worx SDW | SD Worx SDW                       | SD Worx SDW |
| ----------- | --------------------------------- | ----------- |
| Num         | Coureuse                          | Pos         |
| 81          | Chantal van den Broek-Blaak (NED) | 43e         |
| 82          | Christine Majerus (LUX) (route)   | 31e         |
| 83          | Elena Cecchini (ITA)              | 49e         |
| 84          | Lonneke Uneken (NED)              | 59e         |
| 85          | Marlen Reusser (SUI) (route)      | 16e         |
| 86          | Lotte Kopecky (BEL) (route)       | 4e          |

| UAE Team ADQ UAD | UAE Team ADQ UAD        | UAE Team ADQ UAD |
| ---------------- | ----------------------- | ---------------- |
| Num              | Coureuse                | Pos              |
| 91               | Marta Bastianelli (ITA) | 6e               |
| 92               | Sofia Bertizzolo (ITA)  | 36e              |
| 93               | Maaike Boogaard (NED)   | 44e              |
| 94               | Linda Zanetti (SUI)     | 53e              |
| 95               | Sophie Wright (GBR)     | 82e              |
| 96               | Anna Trevisi (ITA)      | AB-3             |

| Uno-X Pro Cycling Team UXT | Uno-X Pro Cycling Team UXT  | Uno-X Pro Cycling Team UXT |
| -------------------------- | --------------------------- | -------------------------- |
| Num                        | Coureuse                    | Pos                        |
| 101                        | Anniina Ahtosalo (FIN)      | 64e                        |
| 102                        | Susanne Andersen (NOR)      | 58e                        |
| 103                        | Hannah Barnes (GBR)         | AB-3                       |
| 104                        | Rebecca Koerner (DEN)       | AB-1                       |
| 105                        | Amalie Lutro (NOR)          | 52e                        |
| 106                        | Mie Bjørndal Ottestad (NOR) | 39e                        |

| Andy Schleck-CP NVST-Immo Losch ASC | Andy Schleck-CP NVST-Immo Losch ASC | Andy Schleck-CP NVST-Immo Losch ASC |
| ----------------------------------- | ----------------------------------- | ----------------------------------- |
| Num                                 | Coureuse                            | Pos                                 |
| 111                                 | Michelle Andres (SUI)               | AB-3                                |
| 112                                 | Fabienne Buri (SUI)                 | 77e                                 |
| 113                                 | Georgia Danford (AUS)               | AB-1                                |
| 114                                 | Kerry Jonker (RSA)                  | AB-3                                |
| 115                                 | Léna Mettraux (SUI)                 | AB-2                                |
| 116                                 | Zsófia Szabó (HUN)                  | 90e                                 |

| Awol O'Shea AWO | Awol O'Shea AWO                | Awol O'Shea AWO |
| --------------- | ------------------------------ | --------------- |
| Num             | Coureuse                       | Pos             |
| 121             | Emily Meakin (GBR)             | 84e             |
| 122             | Francesca Morgans-Slader (GBR) | AB-2            |
| 123             | Maddie Wadsworth (GBR)         | AB-1            |
| 124             | Connie Hayes (GBR)             | AB-3            |
| 125             | Georgia Bullard (GBR)          | AB-3            |
| 126             | Phoebe Martin (GBR)            | AB-3            |

| Ceratizit-WNT Pro Cycling WNT | Ceratizit-WNT Pro Cycling WNT       | Ceratizit-WNT Pro Cycling WNT |
| ----------------------------- | ----------------------------------- | ----------------------------- |
| Num                           | Coureuse                            | Pos                           |
| 132                           | Sandra Alonso (ESP)                 | 34e                           |
| 133                           | Lana Eberle (GER)                   | 87e                           |
| 134                           | Martina Fidanza (ITA)               | 89e                           |
| 135                           | Lara Vieceli (ITA)                  | 17e                           |
| 136                           | Kathrin Schweinberger (AUT) (route) | 83e                           |

| IBCT IBC | IBCT IBC                       | IBCT IBC |
| -------- | ------------------------------ | -------- |
| Num      | Coureuse                       | Pos      |
| 141      | Antonia Gröndahl (FIN) (route) | 61e      |
| 142      | Alice Sharpe (IRL)             | 15e      |
| 143      | Megan Armitage (IRL)           | AB-3     |
| 144      | Mia Griffin (IRL)              | AB-3     |
| 145      | Sara Van de Vel (BEL)          | 71e      |
| 146      | Georgia Whitehouse (AUS)       | 91e      |

| Le Col-Wahoo DRP | Le Col-Wahoo DRP              | Le Col-Wahoo DRP |
| ---------------- | ----------------------------- | ---------------- |
| Num              | Coureuse                      | Pos              |
| 153              | April Tacey (GBR)             | 88e              |
| 154              | Marjolein van 't Geloof (NED) | 75e              |
| 155              | Maike van der Duin (NED)      | 73e              |
| 156              | Jesse Vandenbulcke (BEL)      | 9e               |

| AG Insurance NXTG AGI | AG Insurance NXTG AGI | AG Insurance NXTG AGI |
| --------------------- | --------------------- | --------------------- |
| Num                   | Coureuse              | Pos                   |
| 161                   | Ilse Pluimers (NED)   | 25e                   |
| 162                   | Maud Rijnbeek (NED)   | 27e                   |
| 163                   | Mylène de Zoete (NED) | 76e                   |
| 164                   | Julia Borgström (SWE) | 8e                    |
| 165                   | Ally Wollaston (NZL)  | 41e                   |
| 166                   | Gaia Masetti (ITA)    | 40e                   |

| St Michel-Auber 93 AUB | St Michel-Auber 93 AUB | St Michel-Auber 93 AUB |
| ---------------------- | ---------------------- | ---------------------- |
| Num                    | Coureuse               | Pos                    |
| 171                    | Perrine Clauzel (FRA)  | 79e                    |
| 172                    | Coralie Demay (FRA)    | 33e                    |
| 173                    | Barbara Fonseca (FRA)  | 50e                    |
| 174                    | Margot Pompanon (FRA)  | 80e                    |
| 175                    | Simone Boilard (CAN)   | 10e                    |
| 176                    | Élodie Le Bail (FRA)   | AB-1                   |

| Coop-Hitec Products HPU | Coop-Hitec Products HPU        | Coop-Hitec Products HPU |
| ----------------------- | ------------------------------ | ----------------------- |
| Num                     | Coureuse                       | Pos                     |
| 181                     | Jessica Roberts (GBR)          | 69e                     |
| 182                     | Josie Nelson (GBR)             | 23e                     |
| 183                     | Pernille Larsen Feldmann (NOR) | 93e                     |
| 184                     | Sylvie Swinkels (NED)          | AB-3                    |
| 185                     | Nicole Steigenga (NED)         | AB-1                    |
| 186                     | Nora Tveit (NOR)               | 92e                     |

| Valcar-Travel & Service VAL | Valcar-Travel & Service VAL | Valcar-Travel & Service VAL |
| --------------------------- | --------------------------- | --------------------------- |
| Num                         | Coureuse                    | Pos                         |
| 191                         | Chiara Consonni (ITA)       | 5e                          |
| 192                         | Silvia Persico (ITA)        | 7e                          |
| 193                         | Eleonora Gasparrini (ITA)   | 26e                         |
| 194                         | Ilaria Sanguineti (ITA)     | 48e                         |
| 195                         | Karolina Kumięga (POL)      | 30e                         |
| 196                         | Anastasia Carbonari (LAT)   | 35e                         |

## Prix
Au total, 60 000 € sont distribués.